# Три Могили (Кирджалійська область)
Три Моги́ли (болг. Три могили) — село в Кирджалійській області Болгарії. Входить до складу общини Кирджалі.

## Населення
За даними перепису населення 2011 року у селі проживали 315 осіб, з них 314 осіб (99,7%) — турки.
Розподіл населення за віком у 2011 році:
Динаміка населення: